# ستيفن بينيت (سياسي)
ستيفن بينيت (بالإنجليزية: Stephen Bennett)‏ هو سياسي أسترالي، ولد في 13 مارس 1964 في آرمدال في أستراليا. حزبياً، نشط في الحزب الوطني الليبرالي في كوينزلاند. وقد انتخب عضو المجلس التشريعي ولاية كوينزلاند عن دائرة Electoral district of Burnett ‏ (24 مارس 2012 – ).